# 士柏士街
士柏士街是加拿大安大略省渥太華的一條主要街道，於1967年改建為行人專用街道，成為加拿大最早的行人專用街道或行人專區。

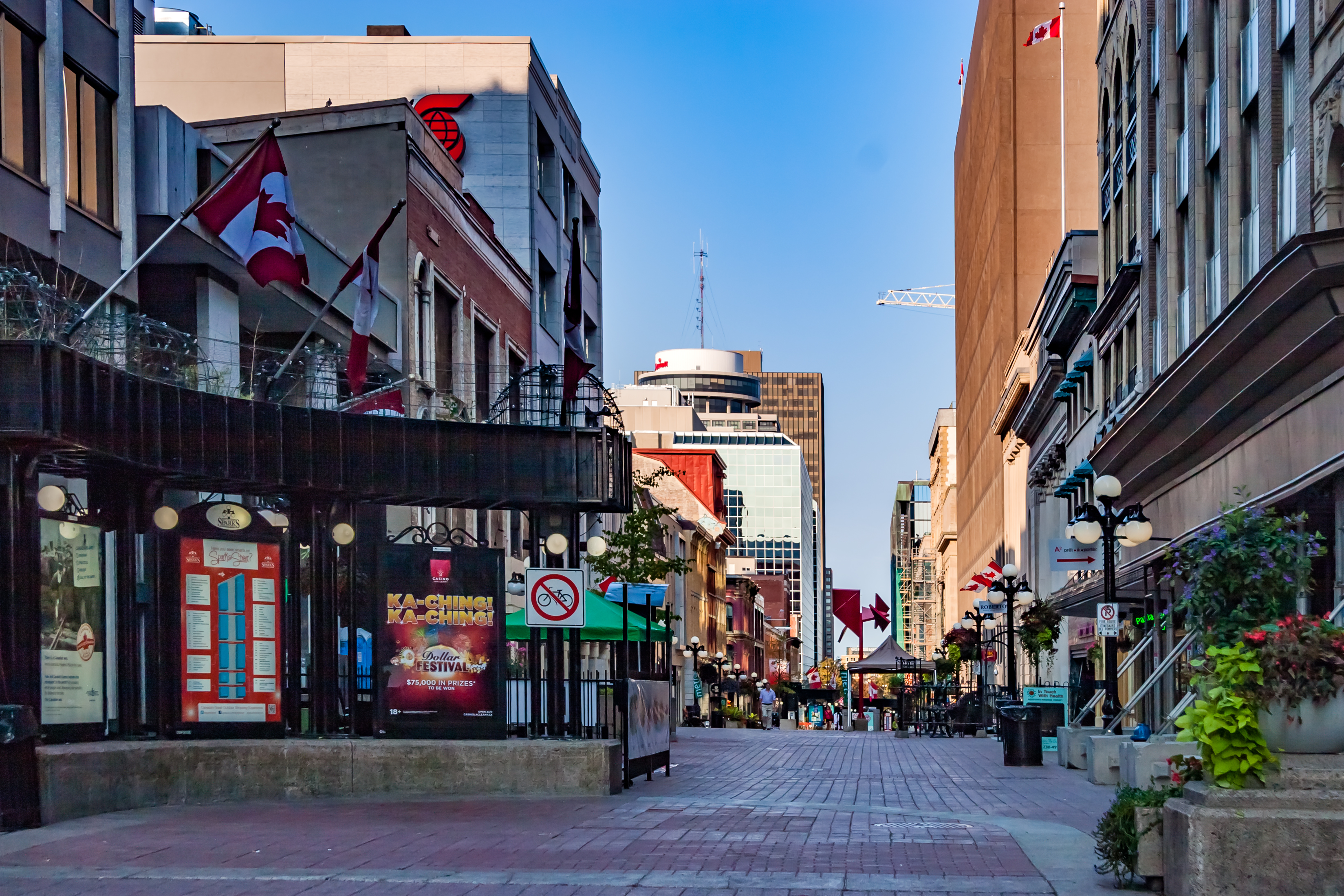
士柏士街行人專區

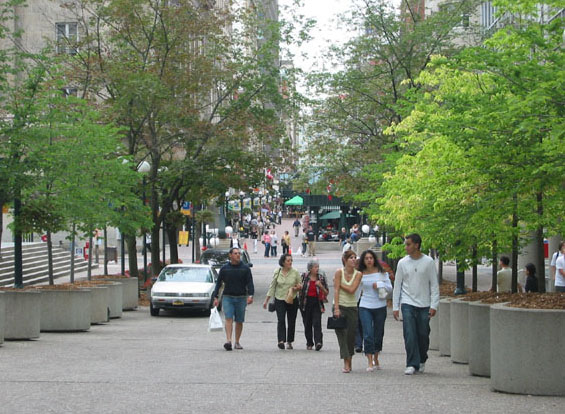
士柏士街夾銀行街

士柏士街東始伊利近街，延伸至布朗臣路。士柏士街行人專區（Sparks Street Mall）僅從伊利近街延伸至銀行街，內有許多戶外食肆以及許多藝術品及噴泉。行人專用街道繼續向西延伸兩個街區，里昂街以西的最後兩個街區為普通道路，並向南匯入布朗臣路。
行人專區及南邊大部分建築均由國家首都委員會擁有及管理。行人專區北邊的建築物於1973年被加拿大政府徵用，目前由加拿大公務及採購部管理。

## 地標

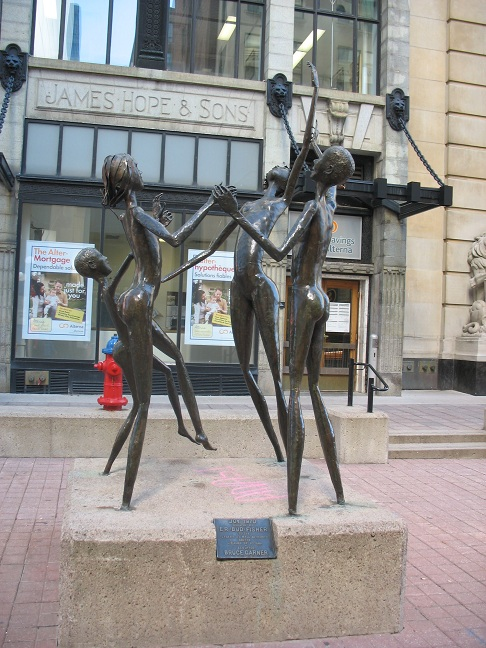
街道上的青銅雕塑

士柏士街上有着該市的一些重要建築。過了士柏士街東端夾伊利近街處，就是國家戰爭紀念碑。從士柏士街穿過伊利近街就是國家藝術中心。
街道東段有許多舊建築，包括建於1939年的中央郵政局、建於1926年的渥太華首座高層建築渥太華電氣大廈、建於1910年的士柏士街61號聖經之家，以及同一時期加拿大多間銀行的分行。
行人專區的這一區域還有兩座著名的新建築，即加拿大廣播公司渥太華廣播中心及湯馬士·達士·麥基大廈。
銀行街以西，行人專區外，街道旁有詩地豪大廈，南邊是加拿大工業部總部，北邊是加拿大銀行總部。河岸西邊是渥太華萬豪酒店和渥太華大會堂建築。這是渥太華最高的建築，也是加拿大運輸部的所在地。北邊是加拿大司法部的聖安德烈塔及東紀念大廈，其他政府部門的西紀念大廈。在這些建築物的西邊，街道變得不甚引人注目，因為此處只有數間酒店及較小的建築物。該條相當短的街道的最後一個街區的北邊是各省及領地花園，南邊是聖公會基督教会座堂。
多年來，加拿大各地最著名的地址之一是「渥太華士柏士街56號」，因為其曾被慈善家洛塔·希斯曼諾瓦在大量廣播電視廣告中使用。

## 交通運輸
2019年9月14日，渥太華輕鐵聯邦線開通，位於皇后街地下、士柏士街以南一個街區處。該區域有輕鐵里昂站及國會站。

## 外部連結
- Official site of the Sparks Street Mall （页面存档备份，存于）
- Site critical of the National Capital Commission and its management of the Sparks Street Mall （页面存档备份，存于）
- Latin Sparks Festival （页面存档备份，存于）